# FORMOSAT-2
FORMOSAT-2 (en chinois 福爾摩沙衛星二號) ou ROCSat-2   est le deuxième satellite d'observation de la Terre  de l'agence spatiale taïwanaise, l'Organisation spatiale nationale de Taïwan. Lancé en 2004 le satellite a fonctionné jusqu'en 2016. Ce satellite de 765 kilogrammes embarquait une caméra  pour des applications de télédétection (surveillance de l'environnement, prévention et traitement des désastres,...) des images avec une résolution spatiale de 2 mètres (panchromatique) et de 8 mètres (multi-spectrale). Un instrument scientifique embarqué ISUAL permettait  d'effectuer des observations  les phénomènes lumineux transitoires (TLE) se produisant dans la haute atmosphère.

## Historique du projet
Dans le cadre de son programme ROCSat, l'Organisation spatiale nationale de Taïwan signe en mai 1999 un contrat avec la société allemande DASA/DSS (Dornier) pour la fabrication d'un satellite d'observation de la Terre optique à haute résolution. Mais le gouvernement allemand refuse la licence d'exportation au constructeur. L'agence spatiale taïwanaise signe alors un nouveau contrat avec Astrium France pour la construction d'un satellite qui est baptisé ROCSAT-2. Lorsque le programme ROCSat est renommé Formosat en décembre 2004, le satellite est renommé FormoSat-2. Le satellite est lancé le 20 mai 2004 par une fusée Taurus-XL qui décolle de la base de Vandenberg. Il est placé sur une orbite héliosynchrone à 888 km d'altitude avec une inclinaison orbitale de 97,7°. Dans les jours qui suivent il modifie avec sa propulsion son orbite : l'altitude est portée à 891 km et l'inclinaison orbitale à 99,14°.
Différents équipements du satellite tombent en panne et l'agence spatiale décide de mettre fin aux opérations le 19 août 2016. Le satellite, qui avait une durée de vie de 5 ans, a fonctionné 12 années. En attendant le lancement de son successeur, les prestations assurées par le satellite sont prises en charge par un satellite japonais. Le satellite Formosat-5 de fabrication entièrement nationale prend la suite de Formosat-2. Il est lancé le 25 août 2017 par une fusée Falcon 9 et placé sur une orbite héliosynchrone de 720 km.

## Caractéristiques techniques
Le satellite construit par Astrium France utilise une plateforme Leostar 500 qui incorpore des composants taïwanais (ordinateur embarqué, antennes, capteurs solaires). Le corps du satellite de forme hexagonale a un diamètre de 1,6 mètre pour une hauteur de 2,4 mètres. La masse du satellite est de 760 kg dont 81 kg d'ergols. Le satellite est stabilisé 3 axes avec une précision de pointage inférieure à 0,7 km (0,12°). Le plateau supérieur est occupé par les deux instruments (RSI et ISUAL) et une partie des équipements du système de contrôle d'attitude comme les viseurs d'étoiles, les gyroscopes et la centrale à inertie. Le plateau inférieur sert de support aux quatre roues de réaction et au système propulsif. Les panneaux solaires fournissent 693 watts en fin de vie. La durée de vie est de 5 ans minimum. Les moteurs-fusées sont monoergols et brûlent de l'hydrazine. La capacité de stockage des données est de 41 gigabits. Les liaisons avec le sol se font avec un débit de 1,6 mégabit sur la liaison descendante.

## Instruments
Le satellite emporte deux instruments :

### Caméra RSI
La caméra RSI (Remote Sensing Instrument) de type capteur en peigne (en) (pushbroom) est développée par Astrium France. L'optique est constituée par un télescope de type Cassegrain avec une longueur focale de 2,896 mètres et un diamètre de 60 cm. Les images peuvent être prises en panchromatique (450-900 nm) avec une résolution spatiale de 2 mètres ou dans quatre longueurs d'onde (bleu 450-520 nm, vert 520-600,rouge 630-690 et proche infrarouge  760-900 nm) avec une résolution de 8 mètres. La fauchée est de 24 mètres et les images peuvent être prises en faisant pivoter le satellite de ±45° en roulis ou en tangage. L'instrument a une masse de 114 kg et consomme 161 watts en fonctionnement.

### ISUAL
ISUAL (Imager of Sprites and Upper Atmospheric Lightning) est un instrument destiné à observer les phénomènes lumineux transitoires (TLE ou sprites ou sylphes). Ceux-ci sont des décharges électriques accompagnant les éclairs et se produisant au sommet de la troposphère vers l'ionosphère. L'expérience est développée par l'agence spatiale taïwanaise, l'Université nationale Cheng Kung de Taïwan et l'université Tohoku au Japon. L'instrument a pour objectif de déterminer l'heure et le lieu d'apparition de ces phénomènes ainsi que leurs caractéristiques spatiales, temporelles et spectrales. La mission a également pour objectif d'effectuer un inventaire mondial de ces phénomènes et de recenser les différentes catégories : farfadets, elfes, jets bleus, démarreurs bleus, jets géants.
L'instrument comprend  : 
- Une caméra avec un système d'intensification permettant de prendre 180 images par seconde avec un champ de vue de 20 x 3,15° et  un détecteur de type CCD ayant une résolution de 512 x 80 pixels. La caméra dispose de 6 filtres pour observer des phénomènes particuliers : 623-750 nm, 762 nm, 427.8 nm, 630 nm, 557.7 nm, filtre neutre.
- Un spectrophotomètre à six canaux : 150-280 nm, 250-390 nm, 337.0 nm, 427.8 nm, 623-750 nm, 777.4 nm
- Un photomètre à deux canaux

Les données recueillies sont stockées dans une mémoire associée à l'instrument de 180 mégaoctets et transmises  en bande S aux stations terriennes. Le volume de données collectées est de 1 gigabit par jour.

## Segment sol
Le segment sol comprend un centre de contrôle et une station de réception des données, tous situés à Hsinchu (Taïwan). Les images sont reçues en bande X avec un débit de 120 mégabits par seconde tandis que les télémesures et les commandes sont échangées en bande S avec un débit 1,6 mégabit par seconde sur la liaison descendante (télémesures) et 4 kilobits par seconde sur la liaison montante (commandes).

## Résultats
Le satellite avait réalisé en juillet 2016 2,55 millions de photos. Les plus connues sont les photos prises pour documenter les dégâts du typhon Morakot qui a frappé l'île de Taïwan.